# Jerzy Stuhr
Jerzy Oskar Stuhr (Krakkó, 1947. április 18. – 2024. július 9.) lengyel színész, filmrendező, forgatókönyvíró.

## Életpályája
Tadeusz és Maria Stuhr gyermekeként született.
1970-ben végzett a Jagelló Egyetemen Krakkóban, esztétika-filozófia szakon. 1972-ben fejezte be szülővárosában a Színművészeti Főiskolát.
1972 óta a krakkói Teatr Stary tagja. 1972-1990 között a krakkói Színművészeti Főiskola adjunktusa, majd docense volt. 1990-1997 között, illetve 2002 óta a főiskola rektora. A Krakkói Kísérleti Színház rendezője.

## Színházi szerepei
- Belzebub (Mickiewicz: Ősök)
- Piotr Wysocki (Wyspiański: Novemberi éj)
- Leon (Gorkij: Az anya)
- Újságíró (Wyspianksi: Menyegző)
- AA (Mrożek: Emigránsok)
- Polgármester (Gogol: A revizor)
- Hamlet (William Shakespeare: Hamlet)
- Porfirij Petrovics (Dosztojevszkij: Bűn és bűnhődés)
- Ignacy (Gombrowicz: Yvonne burgundi hercegnő)

## Filmjei
| - Keresztül-kasul (1972) - Távozások, visszatérések (1974) - Félelem (1975) - Forradás (1976) - A konferanszié (1978) - Szeánsz (1978) - Érzéstelenítés nélkül (1979) - Amatőr (1979) - Útközben (1979) - Nyugalom (1980, forgatókönyvíró is) - Vidéki színészek (1980) - Sötétség (1980) - Helyszíni szemle 1901 (1980) - Véletlen (1981) - Egy távoli vidékről - II. János Pál pápa (1981) - A Król fiúk anyja (1982) - Rendeltetés (1983) - Világok háborúja (1983) - Szexmisszió (1984) - A nyugodt nap éve (1984) | - Örvény (1984) - Médium (1985) - Az év hőse (1986) - Menekülés (1986) - Erosz íja (1987) - Vonat Hollywoodban (1987) - Déja vu (1989) - Életet az életért (1990) - Három szín: fehér (1994) - Szeretők listája (1995, rendező is) - Itt a gyilkos, hol a gyilkos (1996) - Szerelmes történetek (1997, rendező és forgatókönyvíró is) - Itt a gyilkos, hol a gyilkos II. (1999) - Egy hét egy férfi életében (1999, rendező és forgatókönyvíró is) - Nagy állat (2000, rendező is) - Weiser (2000) - A félkegyelmű (2000) - Show (2003) - Időjárás-jelentés (2003, rendező és forgatókönyvíró is) - Persona non grata (2004) |

## Díjai
- Velencei Fipresci-díj (1997) Szerelmes történetek
- Sergio Trasatti-díj (1997) Szerelmes történetek
- troiai Ezüst Delfin-díj (1998) Szerelmes történetek
- Ezüst Szalag díj (1998)
- Karlovy Vary-i ökumenikus zsűridíj (2000)
- wiesbadeni Fipresci-díj (2004) Időjárás-jelentés